# Černý Diblík, bílý kocour
Černý Diblík, bílý kocour je osmá epizoda šesté řady seriálu Futurama.

## Děj
Amy se chystá na prezentaci své diplomové práce a aby se uvolnila, vyrazí s ostatními do baru. Ráno ale zaspí a dorazí na zkoušku pozdě. Se svým nápadem jak získat energii z otáčení Země u zkoušky neobstojí. Mezitím Nibler odmítá být dále domácím mazlíčkem a chce být rovnoprávným členem posádky. Při návratu z marťanské univerzity se dostane na palubu kočka doktora Katze a všichni kromě Nibblera a Amy si ji hned oblíbí. Ukáže se však, že kočky nejsou tím čím se zdají být, ale jsou to vetřelci.Povede se jim zhypnostizovat většinu lidstva a zotročí si je. Nibbler s Amy, jediní hypnóze nepodlehli a pokusí se zjistit co mají v plánu. Dozví se, že kočky pocházejí ze vzdálené planety Thuban, která se přestala otáčet a tak se stala neobyvatelnou. Kočky se tedy rozhodli najít podobnou planetu a svůj domov opustit. Zvolili si planetu Zemi, kde postavili pyramidy, které měli sloužit jako vysílač, který by přenesl energii otáčení Země na jejich planetu. Dlouho nevěděli jak, ale nakonec jim nápad vnukla Amyna diplomová práce a tak pomocí hypnózy donutili lidi postavit Amyn vynález a přenesli energii Země na Thuban, který se začal znovu otáčet, tím se však zastavilo otáčení Země. Země se stane neobyvatelnou na jedné půlce teplota neustále vzrůstá, na druhé klesá. Nakonec Amy přijde na to, že když budou čerpat energii ze Země dál, ta se začne znovu otáčet, ale opačným směrem a Thuban se znovu zastaví a Amy získá svůj doktorát.